# Петрин, Сергей Андреевич
Сергей Андреевич Петрин (род. 11 июня 1975, Шараповка, Белгородская область) — российский государственный деятель, глава Воронежа (2024—н. в.).

## Биография
Родился 11 июня 1975 года в селе Шараповка Новооскольского района Белгородской области. В 1998 году закончил Воронежскую государственную архитектурно-строительную академию по специальности «инженер-строитель (промышленное и гражданское строительство)».
В 1998—2003 годах работал мастером, главным инженером и директором МУРЭП № 13. В 2003—2010 годах являлся директором Ремонтно-эксплуатационного предприятия № 1, в 2010—2011 годах — директором Управляющей компании Центрального района, в 2011—2017 годах — первым заместителем руководителя управы Центрального района Воронежа по жилищно-коммунальному хозяйству, экономическому развитию и предпринимательству.
В сентябре 2017 года назначен руководителем управления ЖКХ при администрации Воронежа. В январе 2018 года назначен первым заместителем главы администрации Воронежа по городскому хозяйству. 28 августа 2024 года Воронежская городская дума избрала Петрина главой Воронежа. 4 сентября 2024 года он вступил в должность.